# Hernán Caputto
Héctor Hernán Caputto Gómez (* 6. Oktober 1974 in San Andrés de Giles) ist ein ehemaliger argentinischer Fußballtorwart und heutiger -trainer, der auch die chilenische Staatsbürgerschaft besitzt.

## Spielerkarriere
Geboren in Argentinien begann Hernán Caputto seine Laufbahn mit 12 Jahren als Stürmer, nachdem er zuvor Basketball gespielt hatte. Aufgrund seiner Größe wurde er schnell zum Torwart. Beim CA Platense und anschließend beim CA Tigre begann er seine Profikarriere in der Primera Nacional B. 1997 ging Caputto nach Chile, wo er bis auf eine Ausnahme 2004 beim indonesischen Verein PSM Makassar, wo er seinen Landsmann Sergio Vargas ersetzte, bis zu seinem Karriereende Ende 2011 im Trikot des CD Huachipato blieb. Sein erster Verein in Chile war der Verein aus dem Süden des Landes Provinz Osorno. Weitere Stationen waren Unión Española, eine Leihe bei CD Magallanes, Deportes Puerto Montt, CD Palestino, Unión San Felipe und Universidad de Chile. Bei La U gewann der Torwart die Apertura 2009. Zuvor hatte Caputta die chilenische Staatsbürgerschaft 2005 angenommen.

## Trainerkarriere
Hernán Caputto begann seine Trainerkarriere 2013 beim chilenischen Verband ANFP und coachte die U-15-Nationalmannschaft. Von 2016 bis 2019 fungierte er als Trainer der U-17 Chiles, wo er sich als für die beiden Weltmeisterschaften 2017 und 2019 qualifizierte. Im Juni 2019, vier Monate nach der Weltmeisterschaft in Brasilien, trat er von seinem Amt zurück.
Im Juli 2019 wurde er zum neuen technischen Leiter beim Klub Universidad de Chile. Am Anfang des Folgemonats wurde der Trainer Alfredo Arias entlassen und Hernán Caputto zur Übergangslösung für das auf den Abstiegsrängen liegende Team aus der Hauptstadt. Im Oktober 2020 trennten sich Klub und Trainer wieder. 2021 wurde der in Argentinien geborene frühere Torwart erneut Trainer der U-17-Nationalmannschaft. Von September bis Dezember 2023 war er Trainer von Deportivo Ñublense.

## Erfolge
Unión Española
- Meister der Primera B: 1999

Universidad de Chile
- Chilenischer Meister: 2009-A